# Mohammad Pakpour
Mohammad Pakpour (en persan : محمد پاکپور ; né en 1961) est un officier iranien qui commande le Corps des gardiens de la révolution islamique (CGRI) depuis 2025. Il était auparavant à la tête des forces terrestres du CGRI. Le 13 juin 2025, il est nommé à la tête du CGRI à la suite du décès de son prédécesseur, Hossein Salami, lors des frappes israéliennes de juin 2025 contre l'Iran. Mohammad Karami (en) lui succède à la tête des forces terrestres.

## Biographie
Mohammad Pakpour est né dans la ville d'Arak en 1961. Pakpour rejoint le Corps des gardiens de la révolution islamique au lendemain de la révolution iranienne de 1979. Il sert pendant la rébellion kurde de 1979 en Iran et pendant la guerre Iran-Irak qui a duré huit ans. Il est notamment commandant des opérations de l'armée pendant cinq ans, commandant de la 8e division de Najaf, commandant de la 31e division d'Achoura et chef du commandement du quartier général du commandement nord de l'armée. Titulaire d'un doctorat en géographie politique, Pakpour est responsable de mesures telles que la lutte contre le terrorisme dans le nord-ouest de l'Iran et le rétablissement de la sécurité dans le sud-est de l'Iran, ainsi que de l'organisation d'exercices spécialisés.